# Omul de răchită (film din 1973)
Omul de răchită  (titlu original: The Wicker Man) este un film de groază britanic din 1973 regizat de Robin Hardy. Rolurile principale au fost interpretate de actorii Edward Woodward, Christopher Lee, Diane Cilento, Ingrid Pitt și Britt Ekland. A primit Premiul Saturn pentru cel mai bun film de groază.

## Distribuție
- Edward Woodward - Sgt. Howie
- Christopher Lee - Lord Summerisle
- Diane Cilento - Miss Rose
- Britt Ekland - Willow MacGregor
- Ingrid Pitt - Librarian
- Lindsay Kemp - Alder MacGregor (the landlord)
- Russell Waters - Harbour Master
- Aubrey Morris - Old Gardener/Gravedigger
- Irene Sunter - May Morrison
- Donald Eccles - T.H. Lennox
- Walter Carr - School Master
- Roy Boyd - Broome
- Peter Brewis - Musician
- Geraldine Cowper - Rowan Morrison
- John Sharp - Doctor Ewan
- John Hallam - Police Constable McTaggart
- Tony Roper - Postman